# Oskar Stuhr
Oskar Tadeusz Stuhr (ur. 8 października 1881 w Krakowie, zm. 3 października 1962 tamże) – polski adwokat, doktor nauk prawnych, działacz społeczny i polityczny, radny miasta Krakowa, członek Stronnictwa Narodowego, prezes klubu sportowego Korona Kraków, wiceprezes Polskiego Towarzystwa Gimnastycznego „Sokół” w Krakowie.

## Życiorys
W 1901 zdał egzamin dojrzałości w III Gimnazjum im. Króla Jana Sobieskiego w Krakowie, po czym rozpoczął studia na Uniwersytecie Jagiellońskim. 30 lipca 1909 uzyskał stopień naukowy doktora praw. W 1911 był członkiem wspierającym Towarzystwa Szkoły Ludowej w Krakowie. W latach 1914–1915 jako podporucznik piechoty brał udział w obronie Twierdzy Przemyśl, za co otrzymał Krzyż Zasługi Wojskowej (Militärverdienstkreutz). W odrodzonej Polsce posiadał stopień kapitana rezerwy Wojska Polskiego.
W okresie międzywojennym był obrońcą w licznych procesach politycznych, m.in. bronił redaktora naczelnego dziennika „Czas” Antoniego Beaupré w procesie o konfiskatę nakładu gazety, narodowca Jana Stoszki, który – napadnięty przez socjalistów – postrzelił napastników oraz działacza Stronnictwa Narodowego Adama Doboszyńskiego w procesie dotyczącym tzw. wyprawy myślenickiej. Był również adwokatem strony polskiej w procesie w sprawie pogromu w Przytyku. Należał do Związku Adwokatów Polskich. W 1935 został wybrany prezesem Sądu Dyscyplinarnego w Krakowie. Działalność polityczną rozpoczął w Związku Ludowo-Narodowym. Następnie był prezesem koła Stronnictwa Narodowego Kraków-Podgórze. Członek centrali związkowej o profilu narodowym – Zjednoczenia Zawodowego „Praca Polska”. Zasiadał w Narodowym Komitecie Wyborczym. W latach 1938–1939 sprawował mandat radnego Krakowa z ramienia Stronnictwa Narodowego. Był także jednym z prezesów podgórskiego klubu sportowego „Korona” i wiceprezesem krakowskiego Polskiego Towarzystwa Gimnastycznego „Sokół”.
Po wybuchu wojny został 10 listopada 1939 aresztowany przez Niemców i umieszczony w więzieniu Montelupich. Pod koniec grudnia został przeniesiony do więzienia „Arbeitslager” w Nowym Wiśniczu. W czerwcu 1940 przetransportowano go do KL Auschwitz, gdzie otrzymał numer więzienny 947. 12 sierpnia został zwolniony z obozu. Po wojnie zeznawał w procesie Rudolfa Hössa – komendanta obozu Auschwitz-Birkenau. W latach 50. był rozpracowywany przez WUBP w Krakowie za swoją przedwojenną przynależność do ruchu narodowego.

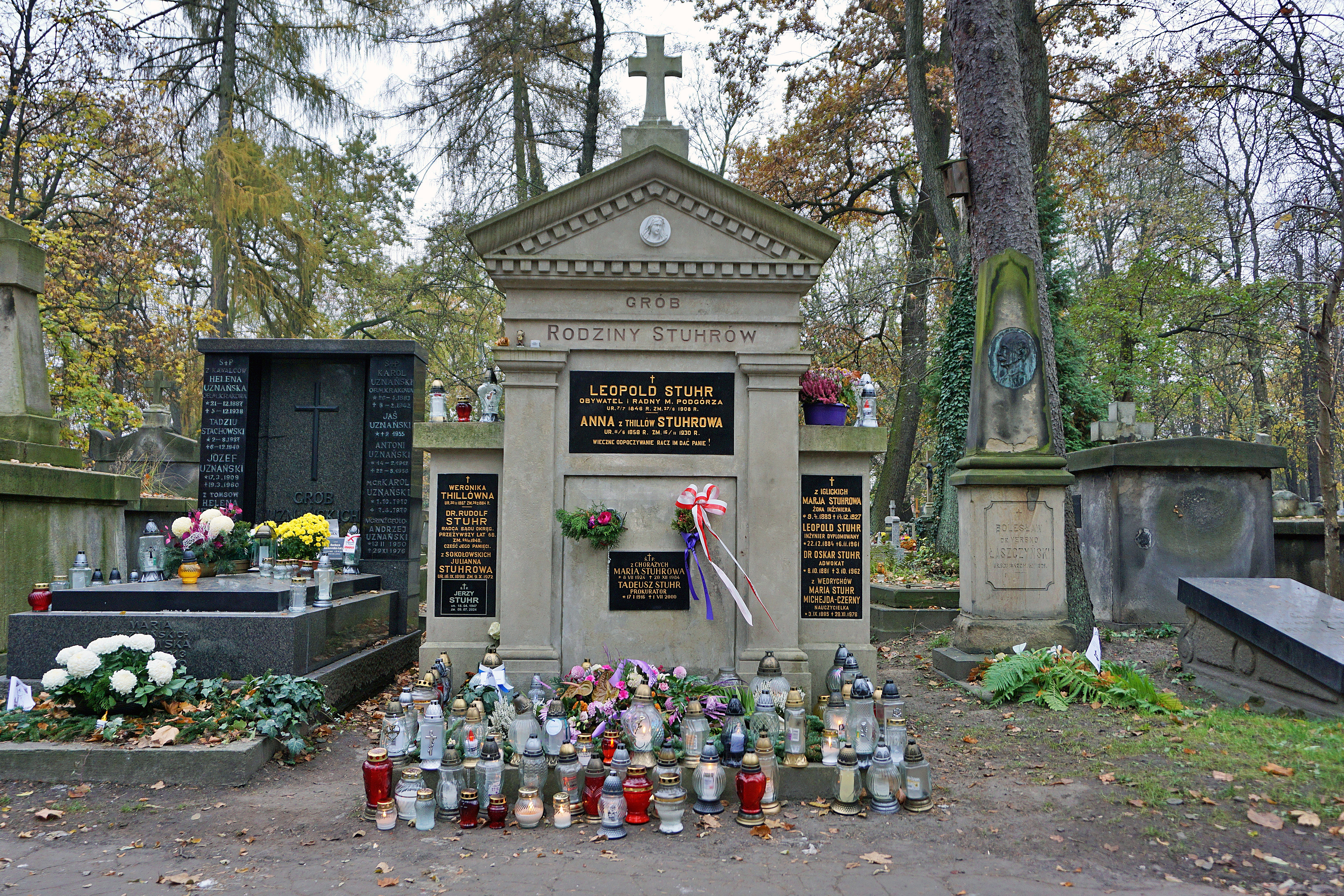
Grobowiec rodziny Stuhrów na krakowskich Rakowicach

Zmarł 3 października 1962 na zawał serca. Został pochowany na cmentarzu Rakowickim w Krakowie.

## Życie prywatne
Był synem przybyłych z Dolnej Austrii restauratora Leopolda i Anny z Thillów. Miał dwóch braci, Rudolfa i Leopolda. Wnukiem jego brata był aktor Jerzy Stuhr, a prawnukiem Maciej Stuhr.
Po I wojnie światowej ożenił się z dużo młodszą Niemką imieniem Elsa, jednak małżeństwo przetrwało zaledwie dwa dni. W 1946 wziął ślub cywilny z Marią Chorąży (z domu Wędrych).